# 张齐生
张齐生（1939年1月18日—2017年9月25日），浙江淳安人，中国木材加工与人造板工艺学专家。1961年毕业于南京林学院。1997年当选为中国工程院院士。